# Terrane Buffalo Head
Il terrane Buffalo Head (nella letteratura in lingua inglese abbreviato in BHT, acronimo di Buffalo Head Terrane) è un terrane posto nella parte occidentale dello scudo canadese, situato nella parte settentrionale della provincia di Alberta, in Canada. È ricoperto da 1.600 m di sedimenti del Devoniano e del Cretacico, mentre la parte centrale è intrusa da kimberlite di 88-86 milioni di anni che fa parte della provincia diamantifera delle Buffalo Head Hills.

## Geologia
Il terrane Buffalo Head è ricoperto da rocce del Fanerozoico; la sua estensione è quindi piuttosto incerta e rilevabile solo attraverso immagini di aero-magnetismo o da carotaggi esplorativi. A sud è troncato dalla zona tettonica Snowbird; a nord è delimitato dalla zona di cesura del Grande Lago degli Schiavi; a est la zona magmatica di Taltson, risalente a 1,99-1,9 miliardi di anni fa, lo separa dal cratone Rae; a ovest le rocce magmatiche del Ksituan High lo separano dal terrane Nova. All'estremità meridionale il BHT è intruso dal Peace River Arch, un sollevamento cratonico attivo sin dal Proterozoico.
Il terrane Buffalo Head è stato definito come una vasta regione di anomalie magnetiche orientata verso nord. I carotaggi delle perforazioni eseguiti in questa regione hanno trovato zirconi risalenti a 2,324-1,993 miliardi di anni fa con presenza di rocce metaplutoniche di 1,999-1,993 miliardi di anni. Lo studio ha concluso che il terrane si è formato tra 2,32 e 2,0 miliardi di anni fa e che fu soggetto a un evento termo-magnetico attorno 2,0-1,9 miliardi di anni fa.
L'età del basamento cristallino proterozoico è di 2,4-2,1 miliardi di anni. Il cratone Rae ha un'età e marcatura isotopica simile, il che suggerisce che 2,4 miliardi di anni fa formasse una singola entità crostale con il terrane Buffalo Head. Le rocce femiche e ultrafemiche di 2,34 miliardi di anni presenti tra il BHT e il cratone Rae indicano che la separazione avvenne in quel contesto di tempo. Il terrane fu a quel punto subdotto ai suoi margini orientali e occidentali, innescando un magmatismo di arco vulcanico che diede luogo alla formazione della zona magmatica di Taltson tra 1,98 e 1,92 miliardi di anni fa e di Ksituan High tra 1,986 e 1,9 miliardi di anni fa.